# Трипатанци
Трипатанци или Трипотанци (на македонска литературна норма: Трипатанци) е село в източната част на Северна Македония, община Пробищип.

## География
Селото е разположено южно от общинския център Пробищип, в южното подножие на еруптивната планинска верига Плавица — Манговица (Църни връх). Землището на Стърмош е 4,9 км2, като земеделската площ е 437 хектара, от които 251 хектара са земеделски земи, 180 хектара пасища и 6 хектара гори.

## История
В XIX век Трипатанци е изцяло българско селце в Кратовска кааза на Османската империя. Според статистиката на Васил Кънчов („Македония. Етнография и статистика“) от 1900 година Трипотанци има 160 жители, всички българи християни.
При избухването на Балканската война в 1912 година един човек от Трипатанци е доброволец в Македоно-одринското опълчение.
Според преброяването от 2002 година селото има 126 жители (65 мъже и 61 жени), от които 125 северномакедонци и 1 сърбин.

## Личности
Родени в Трипатанци
- Игнат Гигов, български революционер, деец на ВМОРО, четник в четата на Иван Бърльо в март - май 1915 година[4]